# Жонти
Жонти (итал. Zonti) је насељено место у континенталном делу Истарске жупаније у Републици Хрватској. Административно је у саставу Града Бузета.

## Становништво
Према задњем попису становништва из 2001. године у насељу Жонти живело је 56 становника који су живели у 16 породичних домаћинстава.
Кретање броја становника по пописима 1857—2001.
| година пописа  | 1857. | 1869. | 1880. | 1890. | 1900. | 1910. | 1921. | 1931. | 1948. | 1953. | 1961. | 1971. | 1981. | 1991. | 2001. |
| бр. становника | 146   | 158   | 128   | 135   | 164   | 142   | 0     | 0     | 139   | 134   | 109   | 87    | 85    | 72    | 56    |

Напомена: У 1921. и 1931. подаци су садржани у насељу Салеж, а у 1857., 1869., 1921. и 1931. део података садржан је у насељу Зрењ (општина Опртаљ).